# Hirslanden
Pour le quartier de Zurich, voir Hirslanden (Zurich).
 (août 2024).
Le groupe Hirslanden est un réseau médical suisse.
Le groupe comprend 17 cliniques réparties dans 10 cantons, beaucoup d’entre elles possédant une unité de soins intensifs. Il gère également 5 centres de chirurgie ambulatoire, 19 instituts de radiologie et 6 instituts de radiothérapie. Au 31 mars 2024, le groupe compte 2 651 médecins partenaires et 10 565 collaborateurs (médecins exclus).

## Emplacement des différentes cliniques
| Clinique                         | Ville           |
| -------------------------------- | --------------- |
| Hirslanden Klinik Aarau          | Aarau           |
| Klinik Birshof                   | Bâle            |
| Klinik Beau-Site                 | Berne           |
| Klinik Permanence                | Berne           |
| Salem-Spital                     | Berne           |
| Hirslanden Clinique des Tilleuls | Bienne          |
| Clinique des Grangettes          | Chêne-Bougeries |
| Clinique La Colline              | Genève          |
| Klinik Am Rosenberg              | Heiden          |
| Clinique Bois-Cerf               | Lausanne        |
| Clinique Cecil                   | Lausanne        |
| Klinik St. Anna                  | Lucerne         |
| St. Anna in Meggen               | Meggen          |
| Klinik Stephanshorn              | Saint-Gall      |
| Andreas Klinik Cham Zug          | Zoug            |
| Klinik Hirslanden                | Zurich          |
| Klinik Im Park                   | Zurich          |

| Centres de chirurgie ambulatoire | Ville      |
| -------------------------------- | ---------- |
| St. Anna im Bahnhof              | Lucerne    |
| OPERA St. Gallen                 | Saint-Gall |
| OPERA Zumikon                    | Zumikon    |
| Operationszentrum Bellaria       | Zurich     |
| OPERA Bern                       | Berne      |

## Historique

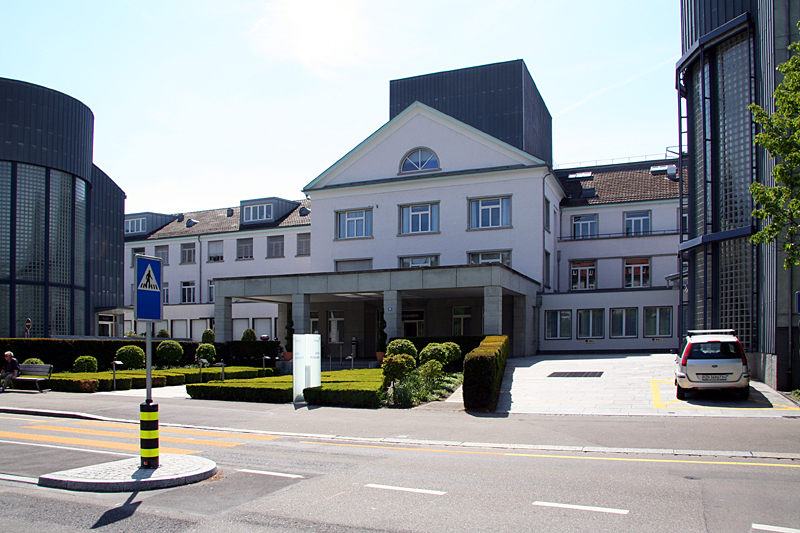
Klinik Hirslanden Zurich

Le nom de Hirslanden provient de la Klinik Hirslanden à Zurich ouverte en 1932 et qui était à cette époque située dans le Quartier Hirslanden (aujourd'hui Weinegg). Le Groupe Hirslanden a vu le jour début juillet 1990 par la fusion de la Klinik Hirslanden avec les quatre hôpitaux - appartenant alors au groupe AMI (American Medical International) - de la clinique Im Schachen à Aarau (ouvert en 1988), la Klinik Beau-Site à Berne (ouvert en 1945), Clinique Cecil à Lausanne (ouvert en 1931) et Klinik Im Park à Zurich (ouvert en 1986). L'actionnaire majoritaire du groupe de cliniques privées nouvellement formé était UBS.
Dans les années suivantes, le Groupe Hirslanden a acquis de nombreuses autres cliniques: la Klinik Permanence à Berne en 1997 (ouverte en 1978), la Clinique Bois-Cerf à Lausanne en 1998, la Klinik Belair à Schaffhouse et la AndreasKlinik à Cham en 2001, la Klinik Am Rosenberg à Heiden, la Klinik Birshof à Bâle et Salem-Spital à Berne en 2002, la Klinik St. Anna à Lucerne en 2005, la Klinik Stephanshorn à St. Gallen 2010, la Klinik swissana clinic meggen à Meggen et la Clinique La Colline à Genève en 2014 et la Clinique des Tilleuls à Bienne en 2017. En 2019, Hirslanden a vendu la Klinik Belair à Schaffhouse.
En 2002, le groupe d'investissement britannique BC Partners Funds a repris l'entreprise à UBS. Il l'a cède à la sud-africaine Mediclinic Corporation en 2007.

## Structure du groupe
Hirslanden est une filiale détenue à 100 % de Mediclinic International, une société anonyme cotée à la London Stock Exchange (LSE). En 2023, Mediclinic International est racheté par Remgro Limited et SAS (qui fait partie de MSC). Dans le cadre du rachat, l’entreprise a été retirée de la cote en bourse et rebaptisée Mediclinic Group.
En 2020, le groupe Hirslanden a entamé une coopération avec Medbase.
En mai 2020, la filiale Hirslanden Venture Capital a été fondée au siège principal d’Opfikon. Selon le registre du commerce, elle doit surtout investir dans des start-up dotées de technologies innovantes et de nouveaux modèles commerciaux.

## Site officiel
- Groupe de cliniques privées Hirslanden